# Bergen Radio

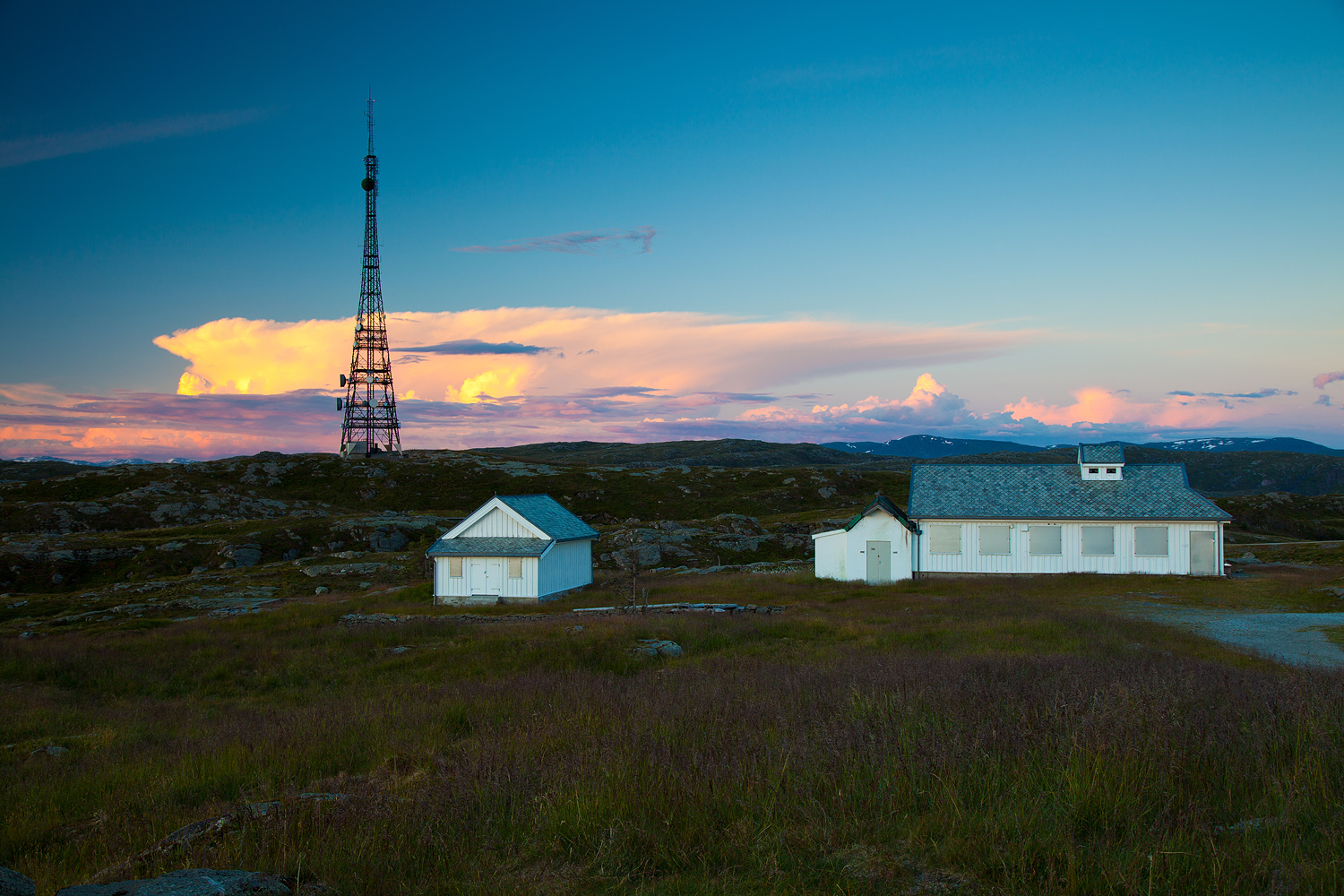
Bergen Radio, 2014

Bergen Radio (Rufzeichen LGN) war eine norwegische Küstenfunkstelle. Die Station bestand von 1912 bis 2004. Die Anlagen wurden sodann von Rogaland Radio übernommen.
Die Geschichte von Bergen Radio ist eng verwoben mit historischen, funktechnischen und politischen Entwicklungen. Der erste Standort der Station war der Rundemanen, einer der sieben Berge, die die Stadt Bergen umgeben. In 565 Metern über dem Meeresspiegel lag die Station dort außerhalb der Reichweite feindlicher Geschütze von See, aber innerhalb der damaligen städtischen Verteidigungsanlagen. Ab 1912 arbeiteten mehr als 20 Mitarbeiter im Schichtbetrieb, viele von ihnen lebten mit ihren Familien und Kindern direkt neben der Station in völliger Isolation zur Stadt Bergen. 

Der erste Sender war ein tönender 5 kW-Telefunken Löschfunkensender. Dieser steht heute zur Besichtigung im Naturwissenschaftlichen Museum in Oslo.